# District de Muidumbe
Le district de Muidumbe est une subdivision administrative de la province de Cabo Delgado au nord du Mozambique. En 2015, sa population est de 78 721 habitants.

## Source de la traduction
- (en) Cet article est partiellement ou en totalité issu de l’article de Wikipédia en anglais intitulé « Muidumbe District » (voir la liste des auteurs).